# Треничі
Тре́нічі (рос. Треничи) — присілок у складі Котельницького району Кіровської області, Росія. Входить до складу Макар'євського сільського поселення.
Населення становить 10 осіб (2010, 29 у 2002).
Національний склад станом на 2002 рік — росіяни 93 %.